# Himrit
Himrit (arab. حمريت) – wieś w Syrii, w muhafazie Damaszek. W 2004 roku liczyła 737 mieszkańców.